# Occlusione coronarica
Un'occlusione coronarica è l'ostruzione parziale o completa del flusso sanguigno in un'arteria coronaria. Questa condizione può causare un attacco di cuore.
In alcuni pazienti l'occlusione coronarica provoca solo un lieve dolore, senso di oppressione o un vago disagio che può essere ignorato; tuttavia il miocardio, il tessuto muscolare del cuore, può essere danneggiato.

## Nella storia
Secondo il libro Nicholas and Alexandra: The Fall of the Romanov Dynasty di Robert K. Massie, lo Zar Nicola II potrebbe aver subito un'occlusione coronarica proprio prima di essere rovesciato dal trono durante la Rivoluzione russa nel 1917.

## Arterie coronarie

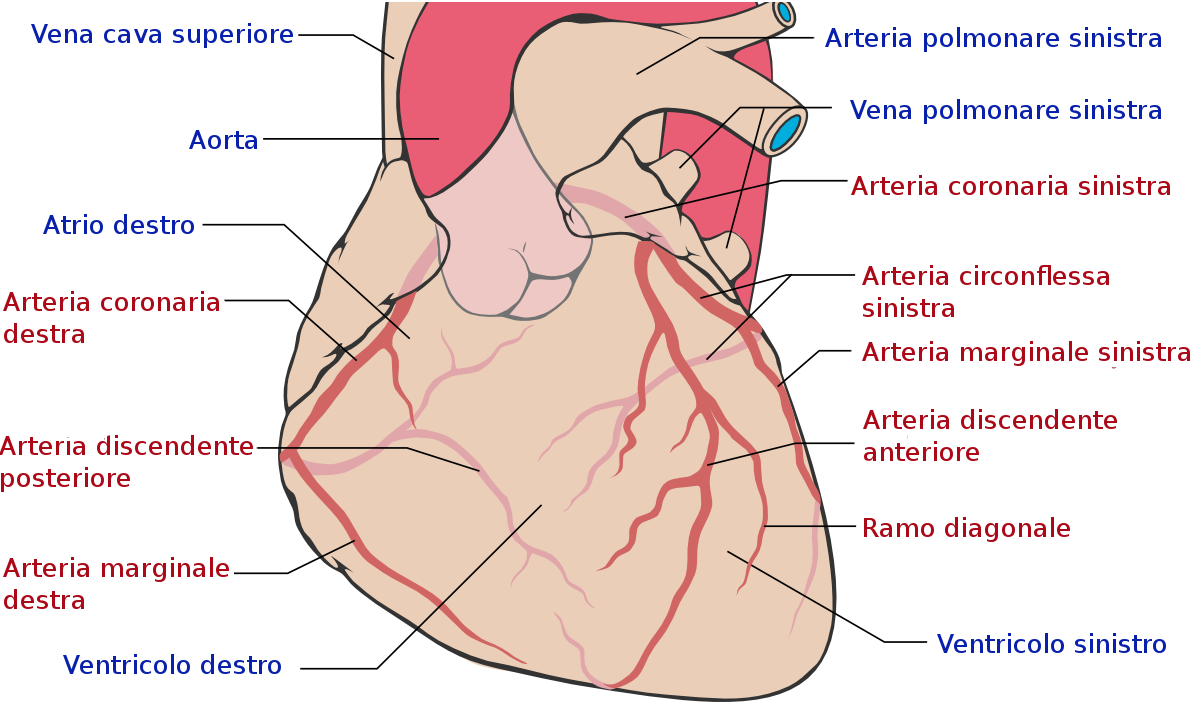
Arterie coronarie